# Église unie de la Jamaïque et des îles Caïmans
L’United Church in Jamaica and the Cayman Islands (« Église unie de la Jamaïque et des Îles Caïmans ») est une église chrétienne protestante fondée en 1965 à la Jamaïque et aux Îles Caïmans par l’union de l’Église presbytérienne de la Jamaïque et l’Union congrégationaliste de Jamaïque. Elle est affiliée à l’Alliance réformée mondiale au Conseil œcuménique des Églises et à la Conférence des Églises de la Caraïbe.

## Historique
L’Église presbytérienne a été créé en Jamaïque en 1800 grâce au travail de la Société missionnaire écossaise. Il a fallu attendre 1824, cependant, pour que les travaux soient entrepris sur une grande échelle dans les plantations de sucre. Avec l’émancipation en 1838, quelque 300 000 personnes ont été libérées. Dix ans plus tard, le premier synode a eu lieu. Les Églises congrégationalistes se sont formées en 1834 avec le soutien de la London Missionary Society. 
Avec des ressources financières et humaines limitées, des appels sont faits aux Congrégationaliste d’Angleterre et du Pays de Galles. Cela a abouti à la création de la Société missionnaire coloniale qui apporte un soutien financier et fournit des ministres de Grande-Bretagne. L’Église se développe et les progrès ultérieurs conduisent au retrait progressif de la London Missionary Society et la formation de l’Union congrégationaliste de la Jamaïque en 1877. 
La mission jamaïcaine des Disciples du Christ a débuté en 1839. Entre 1870 et 1950, le mouvement s’est considérablement développé. Quelque 30 congrégations ont été créés pendant cette période, soit en tant que nouvelles églises ou à la suite de la coopération avec les Baptistes ou les Méthodistes. L’Église devient autonome dans les années 1950. et en 1992 elle rejoint l’Église unie de la Jamaïque et des îles Caïmans.
La mission presbytérienne dans les Îles Caïmans a commencé en 1845.